# Aloïse Christine de Carlowitz
Pour les articles homonymes, voir Carlowitz.
Pour les autres membres de la famille, voir Famille von Carlowitz.
La baronne Aloïse Christine de Carlowitz parfois orthographié Aloyse, née à Fiume (corpus separatum de l’Autriche-Hongrie, act. en  Croatie) le 15 février 1795 et morte le 30 avril 1863 à Gallardon, est une femme de lettres, dramaturge et traductrice de langue française

## Portrait
Madame la baronne de Carlowitz

## Œuvres
- L'Absolution (Paris C. Lachapelle 1833) Tome 1 Tome 2
- Caroline, ou le Confesseur (Paris G. Berrier 1833) Tome 1 Tome 2
- Le Pair de France, ou le Divorce (Paris C. Lachapelle 1835)
- La Femme du progrès, ou l'Émancipation (Paris Desforges 1838) Tome 1 Tome 2
- Schobri, chef de brigands, d'après les mémoires hongrois de son compatriote Ladislasz Holics-Szekhely (Desforges 1839)
- La Famille de Tavora (Paris impr. de Boulé)
- Le Danube, les Hongrois et les Slaves (Paris impr. de Firmin-Didot 1850-1851)

## Traductions
- Les Affinités électives de Goethe ; suivies d'un choix de Pensées, du même (Paris : Charpentier , 1844) sur Wikisource
- Histoire de la poésie des Hébreux de Herder ; traduite de l'allemand, pour la première fois, et précédee d'une notice sur Herder (Paris : Didier, libraire-éditeur, 35, quai des Augustins , 1845)
- La Messiade : poème en vingt chants  de Klopstock (Paris : Charpentier , 1853)
- Histoire de la Guerre de Trente ans de Schiller (Paris : Charpentier , 1855)
- Correspondance entre Goethe et Schiller ; révisée, annotée, accompagnée d'études historiques et littéraires par M. Saint-René Taillandier (Paris : Charpentier , 1863)
- Mémoires I - Poésie et réalité, Mémoire II - Les années de voyage, de Johann Wolfgang von Goethe (Paris , 1872)
- Mémoires de Goethe - Poésie et réalité de Goethe (Paris : Charpentier, libraire-éditeur, 39 rue de l’université – 1855)

## Distinctions
Ses traductions de La Messiade, de Klopstock, de l'Histoire de la guerre de Trente ans, de Schiller, ont été couronnées par l'Académie française